# Trung bình cộng
Trong toán học và thống kê, trung bình cộng (và rất ít khi là trung bình số học), hay được gọi ngắn đi là trung bình (khi đã rõ ngữ cảnh), là thương số giữa tổng của một họ các số với số lượng các con số trong họ đó. Họ các con số ở đây thường là tập kết quả từ một cuộc thí nghiệm, nghiên cứu quan sát hoặc phỏng vấn. Tên gọi "trung bình số học" đôi khi được dùng để đối chiếu với bản tiếng Anh (arithmetic mean), tương tự đối với trung bình hình học.
Bên ngoài toán học và thống kê, trung bình cộng cũng được dùng nhiều trong kinh tế học, nhân loại học và lịch sử và gần như có sử dụng trong mọi nhánh học. Ví dụ chẳng hạn, thu nhập bình quân đầu người là trung bình cộng của thu nhập của toàn bộ dân số của một quốc gia.
Mặc dù trung bình cộng thường được dùng để báo cáo xu hướng tập trung, nó không phải là thống kê chuẩn mạnh: nó bị ảnh hưởng rất nhiều từ các giá trị bất thường (các giá trị hoặc cực lớn hoặc cực nhỏ so với số còn lại). Đối với các phân phối bị xiên, ví dụ như trong phân phối thu nhập, trong đó sẽ có một số người có thu nhập hơn rất nhiều so với đa số những người còn lại, trung bình cộng sẽ khó xác định "giá trị đứng giữa" của phân phối đó. Trong trường hợp này, dùng trung vị có thể mô tả tốt hơn xu hướng tập trung. 

## Định nghĩa
Cho tập dữ liệu {\displaystyle X=\{x_{1},\ldots ,x_{n}\}}, trung bình cộng (hoặc được gọi ngắn đi là trung bình), và được ký hiệu là {\displaystyle {\bar {x}}} (đọc là {\displaystyle x} gạch trên), là trung bình cộng của {\displaystyle n} giá trị {\displaystyle x_{1},\ldots ,x_{n}}.
Trong tập dữ liệu, trung bình cộng là trong những cách thường dùng để hiểu độ đo của xu hướng tập trung. Trung bình cộng của tập dữ liệu quan sát bằng với tổng các giá trị số của mỗi quan sát chia cho số lần quan sát. Viết dưới công thức cho tập dữ liệu bao gồm các giá trị, trung bình cộng được định nghĩa như sau:
{\displaystyle {\bar {x}}={\frac {1}{n}}\left(\sum _{i=1}^{n}{x_{i}}\right)={\frac {x_{1}+x_{2}+\dots +x_{n}}{n}}}
(Dấu {\displaystyle \Sigma } ký hiệu cho phép lấy tổng.)
Ví dụ chẳng hạn, nếu lương hàng tháng của {\displaystyle 10} nhân viên là như sau: {\displaystyle \{2500,2700,2400,2300,2550,2650,2750,2450,2600,2400\}}, thì trung bình cộng của lương của bọn họ là:
{\displaystyle {\frac {2500+2700+2400+2300+2550+2650+2750+2450+2600+2400}{10}}=2530}
Nếu tập dữ liệu là quần thể thống kê (tức là chứa mọi quan sát khả thi và không chỉ là tập con của chúng) thì trung bình cộng đó được gọi là trung bình quần thể và được ký hiệu bởi chữ Hy Lạp {\displaystyle \mu }. Nếu tập dữ liệu là mẫu thống kê (là tập con của quần thể), thì trung bình cộng được gọi là trung bình mẫu (trung bình đối với tập dữ liệu {\displaystyle X} được viết là {\displaystyle {\overline {X}}}).
Trung bình cộng được định nghĩa tương tự cho vectơ trong nhiều chiều, chứ không nhất thiết phải giữa các giá trị scalar. Tổng quát hơn, bởi vì trung bình cộng là tổ hợp lồi (tức là tổng các hệ số của nó bằng {\displaystyle 1}), nó có thể được định nghĩa trên không gian lồi chứ không chỉ không gian vectơ.

## Các tính chất thúc đẩy
Trung bình cộng có một số tính chất đặc biệt, nhất là khi dùng để đo xu hướng tập trung. Chúng bao gồm:
- Nếu {\displaystyle x_{1},\dotsc ,x_{n}} có giá trị trung bình {\displaystyle {\bar {x}}}, thì {\displaystyle (x_{1}-{\bar {x}})+\dotsb +(x_{n}-{\bar {x}})=0}. Bởi {\displaystyle x_{i}-{\bar {x}}} là khoảng cách từ số đó đến trung bình, ta có thể xem tính chất là đang nói rằng các phần tử ở bên trái đang được cân bằng bởi các phần tử ở bên phải. Giá tri trung bình là giá trị duy nhất sao cho các phần dư (độ lệch so với ước lượng) có tổng bằng không.  Ta cũng có thể xem giá trị trung bình có tính bất biến tịnh tiến bởi cho bất kỳ số thực {\displaystyle a}, {\displaystyle {\overline {x+a}}={\bar {x}}+a}.
- Nếu buộc phải dùng một giá trị "tầm thường" cho một tập các số đã biết {\displaystyle x_{1},\dotsc ,x_{n}}, thì trung bình cộng thường là tốt nhất bởi nó đã tối thiểu hoá tổng của các bình phương độ lệch chuẩn từ giá trị thường: tức tổng của {\displaystyle (x_{i}-{\bar {x}})^{2}}. Trung bình mẫu cũng là ước lượng đơn tốt nhất bởi nó có sai số dùng căn trung bình bình phương nhỏ nhất.[2] Nếu cần phải dùng trung bình cộng cho cả một quần thể , thì ước lượng không chệch của nó là trung bình cộng của một mẫu lấy từ quần thể.

- Trung bình cộng không phụ thuộc đơn vị đo, bởi {\displaystyle {\text{avg}}(ca_{1},\cdots ,ca_{n})=c\cdot {\text{avg}}(a_{1},\cdots ,a_{n}).}  Ví dụ chẳng hạn, tính trung bình theo đơn vị lít rồi đổi sang ga-lông thì cũng tương tự với đổi sang đơn vị ga-lông rồi mới tính trung bình. Tính chất này được gọi là tính thuần nhất bậc nhất.

## Trái với trung vị
Trung bình cộng có thể trái với trung vị. Giá trị trung vị được định nghĩa sao cho không có hơn một nửa trong tập lớn hơn nó và cũng không có hơn một nửa trong tập nhỏ hơn nó. Khi sắp xếp các dữ liệu theo một thứ tự nào đó sao cho các dữ liệu tăng theo cấp số cộng, thì trong trường hợp này trung bình và trung vị là cùng một giá trị. Ví dụ chẳng hạn, xét tập {\displaystyle \{1,2,3,4\}}. Giá trị trung bình là {\displaystyle 2.5}, và giá trị trung vị cũng bằng 2.5. Tuy nhiên, nếu như tập hợp không thể sắp xếp được sao cho dữ liệu tăng theo cấp số cộng, chẳng hạn như tập {\displaystyle \{1,2,4,8,16\}}, thì giá trị trung bình sẽ sai khác đáng kể so với giá trị trung vị. Trong ví dụ này, trung bình bằng với {\displaystyle 6.2}, còn trung vị là {\displaystyle 4}. Giá trị trung bình có thể lớn hơn hoặc nhỏ hơn so với đa số dữ liệu trong tập.
Có nhiều ứng dụng cho hiện tượng này trong nhiều ngành. Ví dụ chẳng hạn, kể từ năm 1980, trung vị thu nhập của Hoa Kỳ chậm hơn nhiều so với trung bình thu nhập.

## Tổng quát

### Trung bình có trọng số
Trung bình có trọng số là trung bình trong đó có một số điểm dữ liệu có "trọng lượng" nhiều hơn một số khác khi tính toán. Ví dụ chẳng hạn, trung bình của {\displaystyle 3} và {\displaystyle 5} là {\displaystyle {\frac {3+5}{2}}=4}, hoặc tương đương {\displaystyle 3{\frac {1}{2}}+5{\frac {1}{2}}=4}. Ngược lại, trong trung bình có trọng số, ta có thể đổi sao cho số đầu tiên có trọng số gấp đôi số thứ hai (có thể là vì số đó có tần suất xuất hiện gấp đôi số còn lại). Khi đó trung bình sẽ được như sau: {\displaystyle 3{\frac {2}{3}}+5{\frac {1}{3}}={\frac {11}{3}}}. Ở đây, các trọng số phải có tổng bằng một, là {\displaystyle {\frac {2}{3}}} và {\displaystyle {\frac {1}{3}}}, trong đó cái đầu gấp đôi cái thứ hai. Do đó, trung bình cộng có thể được coi là trường hợp đặc biệt của trung bình có trọng số trong đó các trọng số đều bằng nhau ({\displaystyle {\frac {1}{2}}} trong trường hợp trên và {\displaystyle {\frac {1}{n}}} trong trường hợp tổng quát xét {\displaystyle n} số).

## Dấu và mã hoá
Trung bình cộng thường được ký hiệu bằng dấu gạch trên đầu, như trong {\displaystyle {\bar {x}}}.
Một số phần mềm (chẳng hạn như các phần mềm xử lý văn bản, trình duyệt web) có thể không hiển thị đúng ký hiệu "x̄". Ví dụ chẳng hạn, dấu HTML "x̄" gộp hai mã — ký tự gốc "x" thêm một mã cho dấu gạch trên (̄ hoặc ¯).